# Smrk (Třebíči járás)
Smrk település Csehországban, a Třebíči járásban. Smrk Vladislav, Valdíkov, Koněšín, Kojatín, Pozďatín és Studenec településekkel határos. Lakosainak száma 288 fő (2024. január 1.).

## Népesség
A település lakosságának változását az alábbi diagram mutatja:
| Lakosok száma | 229  | 274  | 269  | 256  | 325  | 271  | 271  | 267  | 270  | 288  |
|               | 1869 | 1890 | 1921 | 1950 | 1980 | 2001 | 2017 | 2019 | 2022 | 2024 |